# Swami Sivananda
Swami Sivananda Saraswati (Pattamadai, 8 de setembro de 1887 — 14 de julho de 1963), também chamado de Shivananda ou Sivananda, foi um líder espiritual hindu. Seu pai, P.S. Vengu Iyer, foi um oficial do governo e um sacerdote do hinduísmo (bramânico).

## História
Estudou na Tanjore Medical College (1905), onde se destacou como desportista, e pelo seu interesse por religiões, tanto hindu como cristã. Após a morte do seu pai, em 1913, ele se viu sem fundos para manter os estudos e uma vida digna para si e sua mãe. Mas teve uma ideia inovadora: começou a fazer um jornal de medicina chamado Ambrósia, com os resultados das últimas pesquisas médicas e artigos de utilidade pública, onde ele era editor, redator, autor de todos os artigos (assinados por pseudônimos que ele mesmo criava), e distribuidor. Essa iniciativa permitiu a ele terminar os estudos e ganhar reputação, pela grande aceitação que este jornal tinha no meio médico.
Mas a renda do jornal era baixa, o que o levou a aceitar um cargo em uma farmácia em Madras. Logo após, surgiu uma oportunidade de trabalho na Malásia Britânica como diretor do hospital mantido pelas enormes plantações de borracha que empregava trabalhadores indianos. Ali ele obteve o treino para completar a sua educação medica, e por anos ele foi encarregado do hospital.
Em seguida, o Dr. Iyer conseguiu uma posição em um grande hospital na periferia de Singapura, que gradualmente aumentou a sua fama e suas finanças. Ali ele voltou a publicar artigos médicos e seu primeiro livro. Além de ser conhecido por acordar às 4 horas da manhã para praticar yoga e meditação, mesmo quando trabalhava até a meia noite.
Nesta época ele dizia:
"As pessoas ficam doentes física e mentalmente. Para alguns, a vida é apenas um retardo para a morte; para outros, a morte é mais bem-vinda que a vida. Alguns levam uma vida miserável, incapazes de encarar a morte; outros se suicidam, por serem incapazes de encarar a vida. Estas experiências fazem você crescer por dentro, se Deus não fez este mundo apenas para o sofrimento, e, se houver algo mais (e eu intuitivamente pressinto isso) eu o descobrirei"
Foi quando um sadhu em peregrinação por ali despertou seu interesse para a vida espiritual, e ele começou a estudar novamente as escrituras hindus e a Bíblia. Após dez anos fora do seu pais, ele resolveu voltar.
Em 1923 voltou à Índia, desistiu das suas posses, e passou um ano em peregrinação pelos lugares sagrados antes de ir para Rishikesh. Ali ele foi batizado pelo guru Swami Viswananda Saraswati como Swami Shivananda Saraswati. Ele viveu em uma choupana demolida nas proximidades do Ashram, praticou a vida austera e meditação, e trabalhou como médico cuidando das doenças dos gurus e peregrinos.
Com cinco rúpias dadas por um visitante, o Swami publicou um livro, Brahma-Vidya ("conhecimento de deus"), com as suas respostas às perguntas feitas pelos peregrinos. Sua fama se espalhava. Ele viajou por toda a Índia ensinando, e na sua volta em 1932 fundou o Shivananda Ashram. No principio ele era um velho celeiro para o gado que ele chamou de Ananda Kutir, morada da felicidade. Discípulos se reuniram e outros celeiros de gado foram construídos e se tornaram habitáveis.
Em 1936 a Divine Life Society foi fundada e dois anos mais tarde saiu o jornal, The Divine Life. Em 1943 o templo do ashram, The Lord Sri Viswanath Mandir, foi construído. Seus serviços médicos continuaram, culminando no Farmácia Ayurvedica de Shivananda em 1945, que usa raras ervas do Himalaia. Novas construções foram feitas no aniversário de sessenta anos de Swami Shivananda e em 1948 a "Acadêmia Florestal de Yoga-Vedanta" foi fundada para treinar discípulos e viajantes. Mais seguidores vieram de toda a Índia e Ceilão em 1950. O ano seguinte a Academia fazia a sua própria impressão. Em 1957 o Hospital para olhos Shivananda abriu.
Em 1957, enviou ao Ocidente seu discípulo Swami Vishnu Devananda, o qual fundou o Sivananda Ashram Yoga Camp, no Canadá, além de Centros de Yoga em vários outros locais.
Após a morte de Swami Shivananda em 1963, Swami Chidananda tornou-se presidente da Divine Life Society e promoveu sua rápida ampliação para o ocidente.

## Obras em Português
A Ciência do Pranayama: O controle da respiração na prática da Yoga - Swami Sivananda (Ed. Pensamento)
Autobiografia - Sri Swami Sivananda (Ed. Pensamento)
Concentração e Meditação - Swami Sivananda (Ed. Pensamento)
O Poder Do Pensamento Pela Ioga - Swami Sivananda (Ed. Pensamento)
Perfeição pelo Yoga - Swami Sivananda (Livr. Freitas Bastos Ed.)
Raja-Yoga ou 14 Lições de Raja-Yoga - Swami Sivananda (Cia. Ed. Americana)
Yoga - Libertação do Asmático - Swami Sivananda (Cia. Ed. Americana)